# Rhabdophera
Rhabdophera is een geslacht van vlinders van de familie spinneruilen (Erebidae).

## Soorten
- R. arefacta (Swinhoe, 1884)
- R. clathrum (Guenée, 1852)
- R. hansali (Felder & Rogenhofer, 1874)